# Beignée
Beignée est un village immédiatement voisin de Ham-sur-Heure, dans la province de Hainaut (Belgique) avec lequel il ne forme plus qu'une seule agglomération. Sis sur l'Eau d'Heure, un affluent de la Sambre, il fait partie de la nouvelle commune de Ham-sur-Heure-Nalinnes, dans la province de Hainaut, en Région wallonne de Belgique. On nomme les habitants de Beignée des Beignetïs ou Beintîs.
Dominant la vallée, le hameau de Beignée connut, en son temps, quelques vaines velléités d'indépendance vis-à-vis du Bourk. Ses querelles avec le centre du village étaient, en effet, monnaie courante. La frontière entre ces deux territoires variait en fonction des circonstances, des nécessités administratives ou de la mauvaise volonté des protagonistes.

## Patrimoine
- L'église Saint-Louis, abrite un orgue J. Stevens de 7 jeux. En 1901, la commune en refusa la dépense. Des particuliers s'emparèrent du projet et, dès le 29 juin 1903, la première pierre était posée. Le 28 juin 1904, le doyen de Thuin en bénit la dernière. Le 12 novembre 1930, les abbés Alphonse Lerat. ancien chapelain à Ham-sur-Heure, Ernest Noyon, curé à Mont-sur-Marchienne-Haies, et Eugène Dauge, ancien vicaire à Nalinnes firent don à la fabrique d'église d'Ham-sur Heure du sanctuaire construit sur un terrain acquis par eux les 4 octobre 1901 et 31 janvier 1903. La paroisse Saint-Louis de Beignée vit enfin le jour 40 ans plus tard, le 21 mai 1943[2].
- Deux écoles, l'une communale et l'autre libre (Saint-Louis).
- La gare de Beignée sur la ligne de chemin de fer reliant Charleroi à Mariembourg (Ligne 132). La gare n'est plus qu'un ''point d'arrêt'' sur la ligne Charleroi-Mariembourg.

## Personnalité
- Le bienheureux Lambert Trouvez (en religion Richard de Sainte-Anne OFM) (1585-1622), prêtre mort martyr au Japon, est né à Beignée.

## Fêtes et traditions folkloriques
- Soumonce déguisée.
- Carnaval.
- Kermesse aux environs du 21 juillet, Fête nationale belge.
- Procession Saint Roch, alias Roch de Montpellier.
- Marche du Bienheureux Richard de Saint-Anne[3].

## Vie économique

### Ancienne carrière
Jadis, il y avait un raccordement de la voie de chemin de fer vers une carrière avec concasseur qui a produit une grande partie du ballast de la même ligne 132, lors de sa création en 1848. Elle a également produit du calcaire pour la sidérurgie et la production de chaux.
C'est à la désaffectation de cette carrière que le site est devenu en 1924 une verrerie spécialisée dans le verre creux (flacons, bocaux, verres). À la fin des activités de verrerie, les bâtiments administratifs ont abrité un home, actuellement fermé (avant 2010). Du home il subsiste des bâtiments inachevés et le passage à niveau privé qui menait aux installations est maintenant fermé.

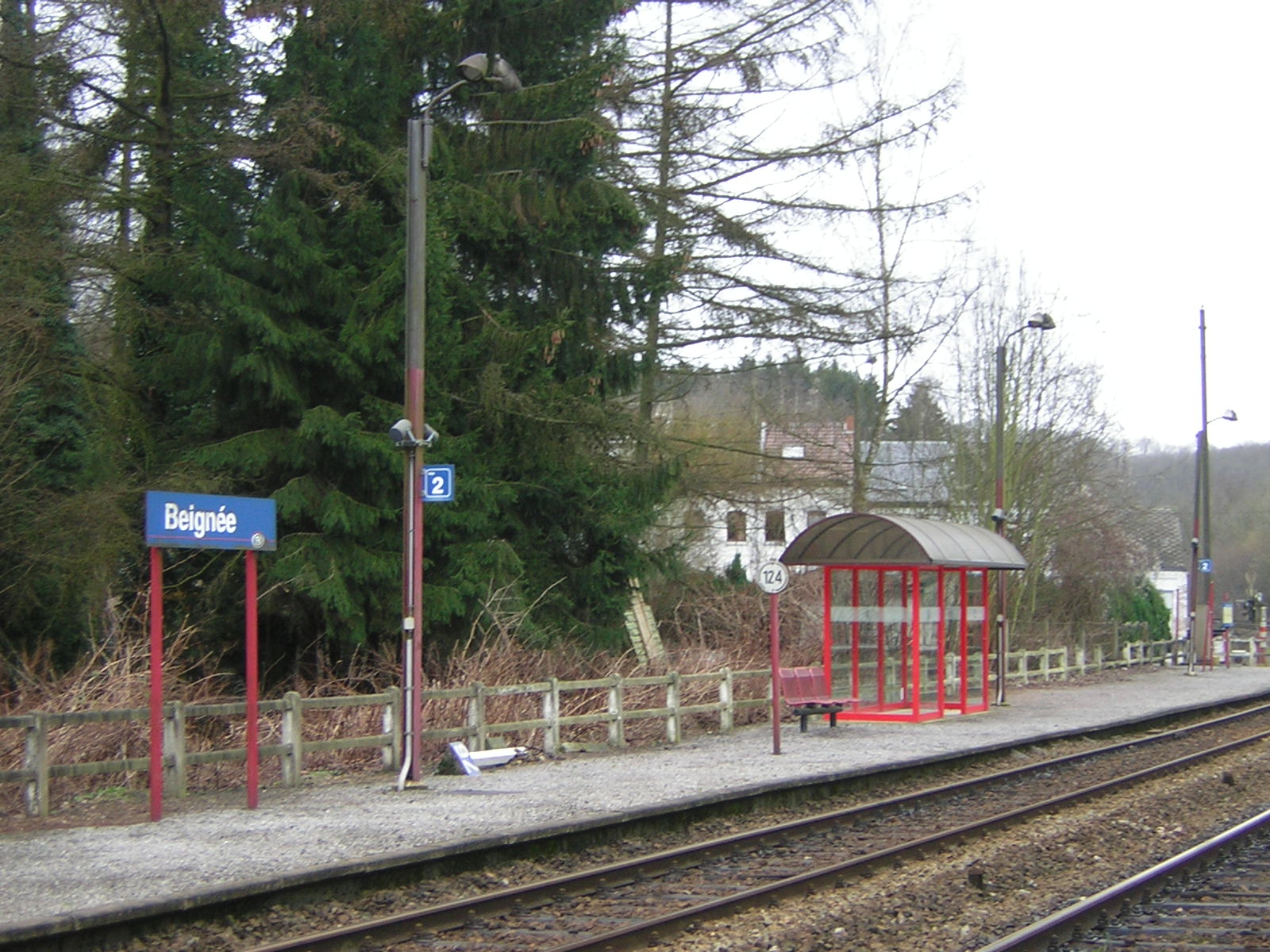
Le point d'arrêt de Beignée.

### Gare de Beignée
En juin 2014 le point d'arrêt est en plein dans les transformations. Le passage à niveau piétonnier sera remplacé par un tunnel. La pose du tunnel lui-même, un tuyau en béton préfabriqué de plus de 20 tonnes, est prévue pour août 2014. À cette occasion, le trafic ferroviaire sera suspendu et remplacé par un service de bus (source: SNCB).
Sur cette ligne 132, un remarquable pont en pierre de taille permet aux trains de franchir l'Eau d'Heure, le pont Roch, qui jouxte une station d'épuration flambant neuve. Plus en amont, vers Ham-sur-Heure, comme oubliée au milieu des bois, une jolie passerelle enjambe les voies. Elle desservait jadis les forges de Biatrooz, dont il subsiste quelques canaux, des vannes et d'autres vestiges des installations hydrauliques. Le sentier qui part de la place de Beignée via l'allée de Morfayt, est très raide, mais on véhiculait les charges grâce à un jeu de cordes et de poulies tiré par un cheval, on montait et descendait le chariot "à la moulette".
Jadis on entendait le "maka" des forges, gros marteau mû par un arbre à cames, résonner des lieues à la ronde. On y confectionnait surtout des clous et des fers plats pour l'agriculture.

## Galerie

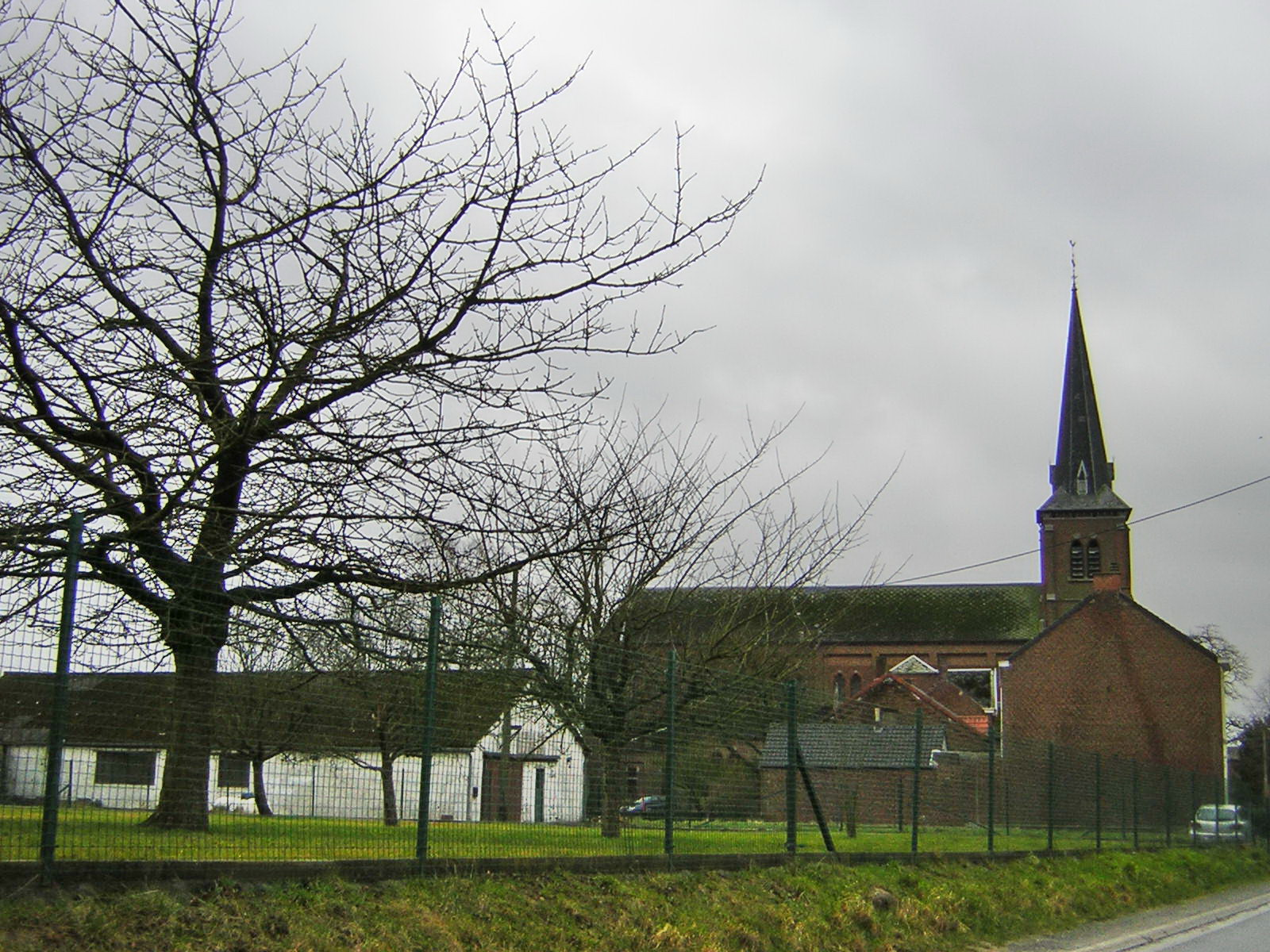
L'Église.
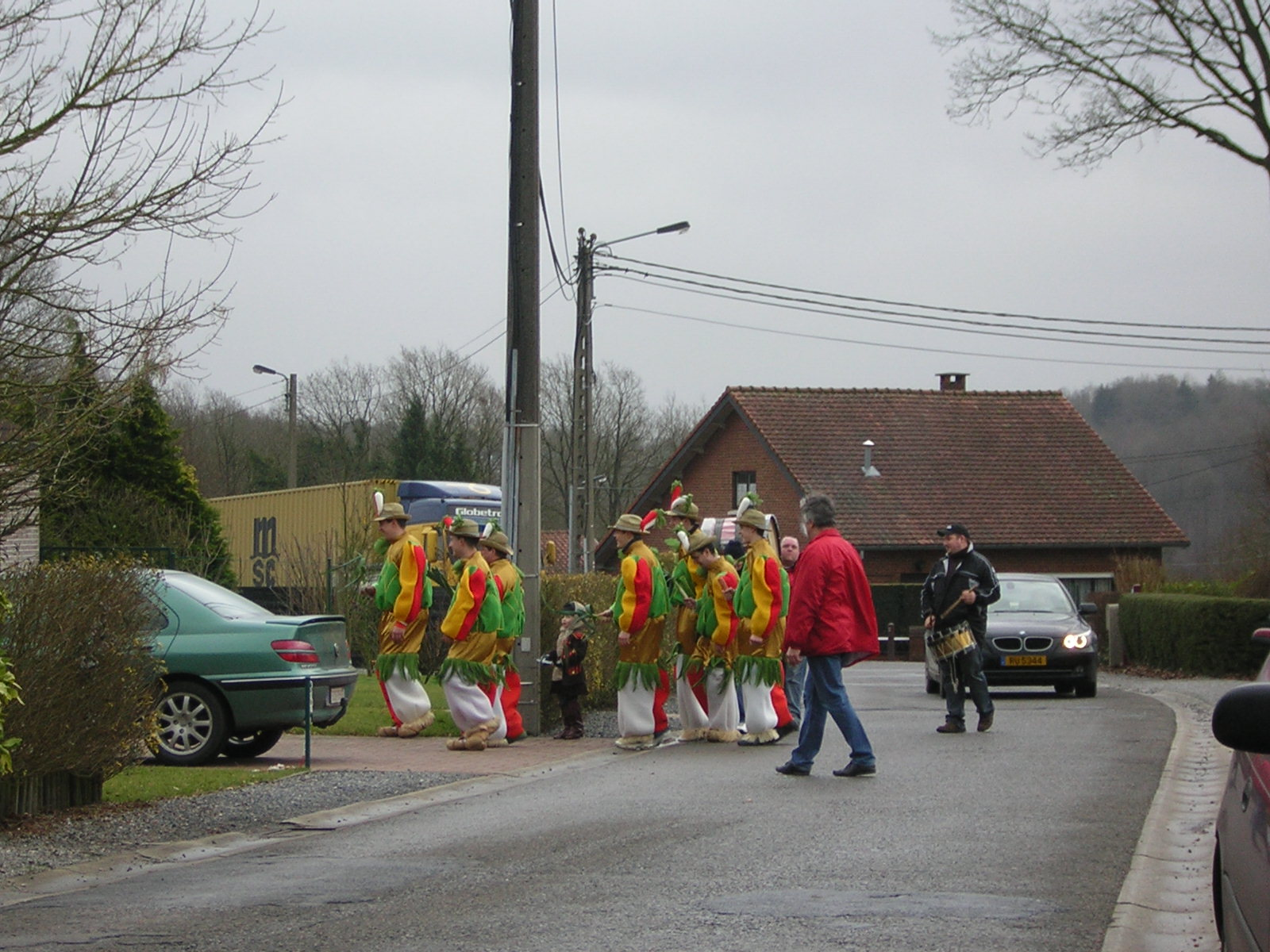
Soumonce déguisée.
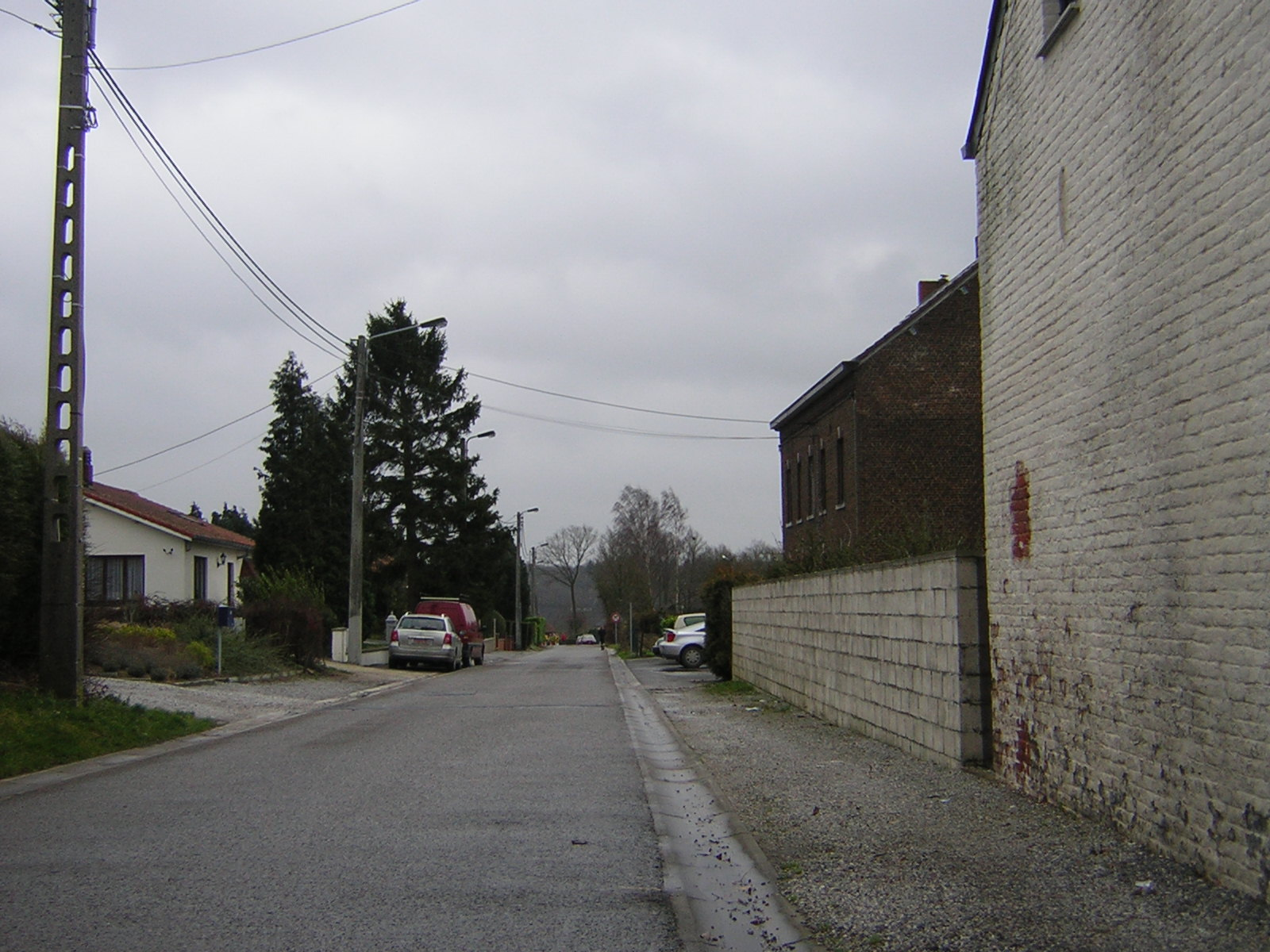
Allée de morfayt.
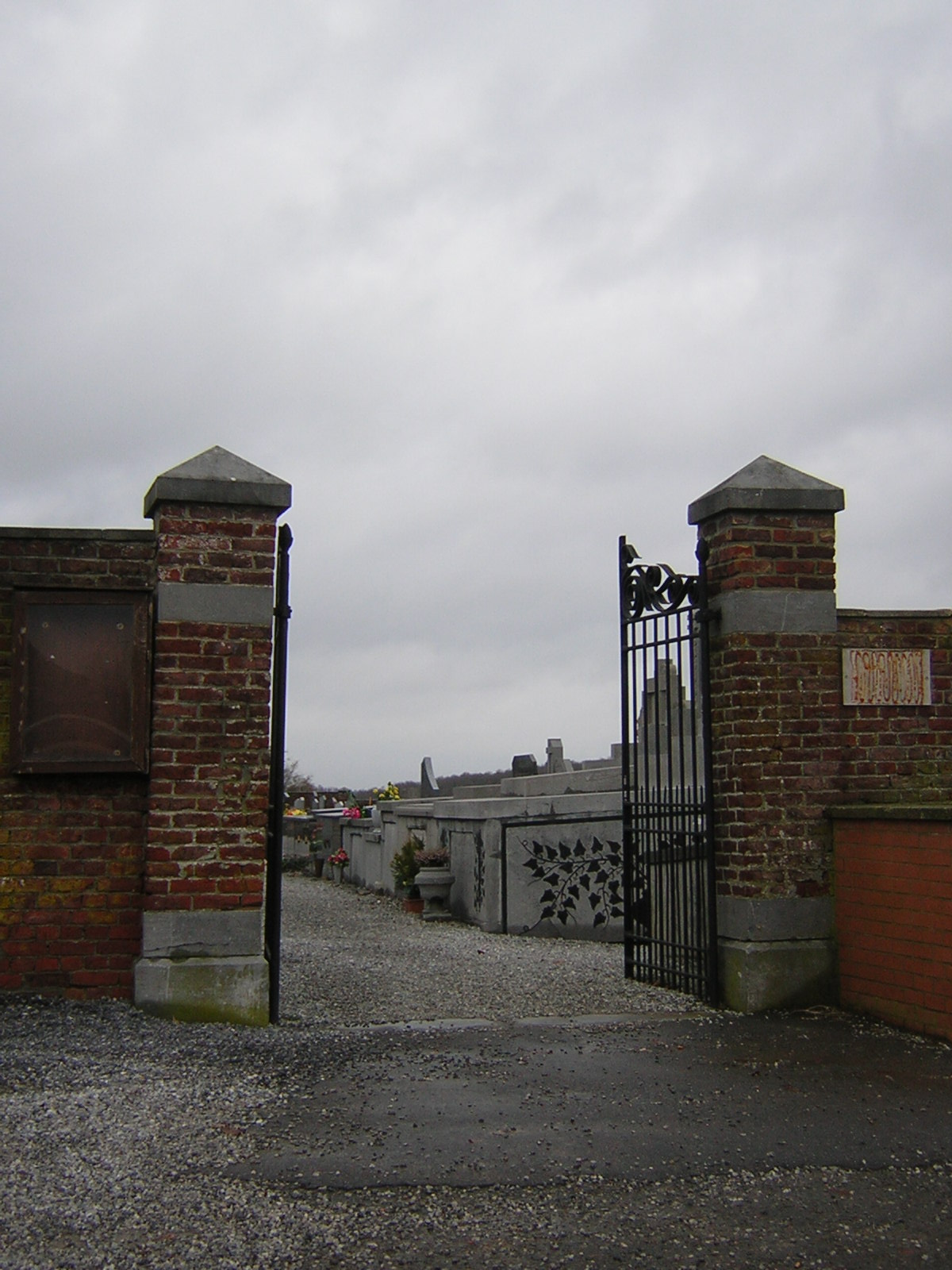
Le cimetière, crée en 1909.